# Sainctelette (métro de Bruxelles)
Pour les articles homonymes, voir Sainctelette.
Sainctelette est une station fantôme des lignes 2 et 6 du métro de Bruxelles située dans la commune de Bruxelles-ville.
Construite dans les années 1980, elle est inachevée et n'a jamais été mise en service.

## Situation
La station est située à proximité de la place du même nom, nommée d'après le ministre Charles Sainctelette, en dessous du Canal Charleroi-Bruxelles.
Elle est située entre les stations Yser et Ribaucourt sur les lignes 2 et 6.

## Histoire
Le gros œuvre de celle-ci a été construit, entre 1980 et 1986.
Lorsque ce segment de la ligne 2 a ouvert en 1988, la STIB a conclu que la station de métro se trouve trop près des stations Yser et Ribaucourt et n'a donc jamais été ouverte.
À partir des rames de métro, les quais inachevés et les escaliers sont clairement visibles. Par les caractéristiques du système de détection des trains, l'emplacement de la station est également visible sur les panneaux dans les autres stations (voir photo ci-dessus).

## Services aux voyageurs
La station n'a jamais été mise en service et est par conséquent fermée au public. La ligne 51 du tramway de Bruxelles possède un arrêt Sainctelette en surface, qui est aussi desservi par quelques lignes de bus De Lijn.